# 日韓足球打吡
日韓足球打吡（日语：日韓戦）是東亞地區足球最具代表性的國家隊—日本國家足球隊與韓國國家足球隊之間的一場足球競爭，也是日本與韓國體育競爭中的重要一項。兩隊自1954年以來正式對戰。總體來看韓國在這場競爭取得較多勝場，共獲勝42次，而日本則是16次，另外有23場平局。

## 概要
日本足球協會和韓國足球協會隸屬於統轄亞洲地區的亞洲足球聯合會，同時也是東亞足球聯合會成員國。由於兩國地理上被日本海分隔，並且在歷史上有著密切的關係，尤其近代雙方對日占時期歷史問題分歧過大，因此兩國足球代表隊之間的比賽具有特殊的氛圍，有時兩國對抗時常帶上政治層面。從2010年到2014年，曾擔任日本國家隊主教練的艾拔圖·沙哲朗尼曾表示，日韓賽與意大利和德國的對決不相上下。截至2022年7月27日，雙方已經進行了81場比賽，戰績是日本16勝，韓國42勝，23場平局，但自1993年J聯賽成立以來，兩國成績幾乎相當，為9勝10負10平。另外，在23場平局中，有四場是在正式比賽中進行點球大戰，其中日本贏得三場，韓國贏得一場。

## 歷史

### 戰後
1954年3月7日和3月14日，日本和韓國進行雙方之間的首場國際比賽，屬於1954年國際足協世界盃外圍賽第一場比賽。原本這個預賽應該是採取主客場制度進行，但是當時韓國總統李承晩拒絕日本代表入境，無法在韓國進行比賽，最終兩場比賽都在日本舉行。這場史上首次的日韓打吡中，日本在上半場16分鐘取得領先，但韓國在上半場攻入兩球，下半場再攻入三球，最終以5-1獲勝。長沼健攻入日本的唯一進球，成為日韓打吡的第一個進球（同時也是日本代表在國際足協世界盃外圍賽第一個進球），而韓國的第一個進球則是由鄭南湜在上半場21分鐘攻入。第二場比賽以2-2打成平手，最終韓國作為亞洲代表成功晉級參加1954年國際足協世界盃。

### 定期約戰
由1972年開始，日韓約定每年進行一場友誼賽，它們輪流在東京及漢城作賽，第一場日韓定期友誼賽在國立競技場進行，結果是2比2的平局。直至1991年的第15場為止，日本贏了3次，韓國贏了10次，還有2次平局。
此後日韓定期友誼賽中斷了一段時間，直至2013年韓國足球協會會長鄭夢奎向記者團透露，日本足球協會同意在2014年10至11月間進行友誼賽，並且之後每年繼續進行定期友誼賽。然而原定於2014年10月6日舉行的比賽因韓國隊主教練洪明甫辭職而延期。

### 共同主辦世界盃
1996年，當日本和韓國決定共同主辦2002年國際足協世界盃，是歷史上首次由兩國共同主辦世界盃，同時也是世界盃首次在亞洲舉行。是次透過共同主辦世界盃被視為一個難得的外交機會，改善與加深兩國關係產生長遠的正面影響，成為日韓關係上一個重要的里程碑。
1997年11月1日，在1998年國際足協世界盃外圍賽中，當時日本的世界盃參賽資格岌岌可危，他們在客場對陣已經取得出線資格的韓國，最終日本以2-0取得勝利。在這場比賽中，韓國球迷團體「紅魔鬼」 展示了一幅寫有「Let's Go To France Together（一起去法國）」字樣的橫額，賽後兩國球迷還進行互相加油的交流。

## 對賽統計
最後更新：2022年7月27日
| 場地     | 日本勝 | 韓國勝 | 平局 | 日本進球 | 韓國進球 |
| -------- | ------ | ------ | ---- | -------- | -------- |
| 日本主場 | 8      | 16     | 8    | 38       | 48       |
| 韓國主場 | 5      | 15     | 3    | 17       | 35       |
| 中立場地 | 3      | 11     | 12   | 21       | 41       |
| 總計     | 16     | 42     | 23   | 76       | 124      |

### J聯賽成立前後變化
J聯賽成立（1992年）前
| 日本勝 | 韓國勝 | 平局 |
| ------ | ------ | ---- |
| 7      | 32     | 13   |

J聯賽成立（1992年）後
| 日本勝 | 韓國勝 | 平局 |
| ------ | ------ | ---- |
| 9      | 10     | 10   |

## 對賽紀錄
| #  | 日期           | 場地                                 | 比賽類型                           | 主場隊伍 | 比分             | 客場隊伍 | 主場進球                                           | 客場進球                                      | 參考                 |
| -- | -------------- | ------------------------------------ | ---------------------------------- | -------- | ---------------- | -------- | -------------------------------------------------- | --------------------------------------------- | -------------------- |
| 1  | 1954年3月7日   | 明治神宮外苑競技場 日本，東京        | 1954年國際足協世界盃外圍賽         | 日本     | 1–5              | 韓國     | 長沼健 (16)                                        | 鄭南湜 (22, 83), 崔光錫 (34), 崔貞敏 (68, 87) |                      |
| 2  | 1954年3月14日  | 明治神宮外苑競技場 日本，東京        | 1954年國際足協世界盃外圍賽         | 韓國     | 2–2              | 日本     | 鄭南湜 (24), 崔貞敏 (43)                           | 岩谷俊夫 (16, 60)                             |                      |
| 3  | 1956年6月3日   | 明治神宮外苑競技場 日本，東京        | 1956年夏季奧運會足球比賽男子資格賽 | 日本     | 2–0              | 韓國     | 内野正雄 (54), 岩淵功 (77)                         |                                               |                      |
| 4  | 1956年6月10日  | 明治神宮外苑競技場 日本，東京        | 1956年夏季奧運會足球比賽男子資格賽 | 韓國     | 2–0              | 日本     | 成樂雲 (59), 崔光錫 (65)                           |                                               |                      |
| 5  | 1959年9月5日   | 默迪卡體育場 吉隆坡，馬來西亞        | 默迪卡盃                           | 日本     | 0–0              | 韓國     |                                                    |                                               |                      |
| 6  | 1959年9月6日   | 默迪卡體育場 吉隆坡，馬來西亞        | 默迪卡盃                           | 韓國     | 3–1              | 日本     | 崔忠民 (2), 趙潤沃 (8), 車泰成 (57)                | 内野正雄 (12)                                 |                      |
| 7  | 1959年12月13日 | 後樂園競輪場 日本，東京              | 1960年夏季奧運會足球比賽男子資格賽 | 韓國     | 2–0              | 日本     | 崔正民 (51), 文忠植 (57)                           |                                               |                      |
| 8  | 1959年12月20日 | 後樂園競輪場 日本，東京              | 1960年夏季奧運會足球比賽男子資格賽 | 日本     | 1–0              | 韓國     | 二宮洋司 (70)                                      |                                               |                      |
| 9  | 1960年11月6日  | 孝昌體育場 韓國，漢城                | 1962年國際足協世界盃外圍賽         | 韓國     | 2–1              | 日本     | 鄭順天 (39, 41)                                    | 佐佐木康治 (21)                               |                      |
| 10 | 1961年6月11日  | 後樂園競輪場 日本，東京              | 1962年國際足協世界盃外圍賽         | 日本     | 0–2              | 韓國     |                                                    | 鄭舜天 (20), 劉判舜 (71)                      |                      |
| 11 | 1962年8月30日  | 朋卡諾體育場主場館 印尼，雅加达      | 1962年亚洲运动会                   | 韩国     | 1–0              | 日本     | 趙潤玉 (80)                                        |                                               |                      |
| 12 | 1963年8月13日  | 默迪卡體育場 马来西亚，吉隆坡        | 默迪卡盃                           | 韩国     | 1–1              | 日本     | 車泰成 (64)                                        | 继谷昌三 (65)                                 |                      |
| 13 | 1967年8月1日   | 臺北田徑場 台湾，台北                | 1968年亚洲杯足球赛预选赛           | 日本     | 2–1              | 韩国     | 桑原勝義 (40), 濱田浩 (46)                         | 丁炳卓 (52)                                   |                      |
| 14 | 1967年10月7日  | 國立霞丘陸上競技場 日本，東京        | 1968年夏季奥运会预选赛             | 日本     | 3–3              | 韩国     | 宮本輝紀 (13), 杉山隆一 (37), 釜本邦茂 (70)        | 李會擇 (54), 許允正 (69, 72)                  |                      |
| 15 | 1969年10月12日 | 東大門運動場 韓國，漢城              | 1970年世界杯预选赛                 | 韩国     | 2–2              | 日本     | 金基福 (8), 朴秀一 (38)                            | 桑原樂之 (50)                                 |                      |
| 16 | 1969年10月18日 | 東大門運動場 韓國，漢城              | 1970年世界杯预选赛                 | 韩国     | 2–0              | 日本     | 鄭康智 (17, 40)                                    |                                               |                      |
| 17 | 1970年8月2日   | 默迪卡體育場 马来西亚吉隆坡          | 默迪卡盃                           | 韩国     | 1–1              | 日本     | 朴利天 (89)                                        | 高橋丈夫 (60)                                 |                      |
| 18 | 1970年12月18日 | 蘇帕查拉賽體育場 泰国曼谷            | 1970年亚洲运动会                   | 日本     | 1–2              | 韩国     | 上田忠彥 (73)                                      | 鄭康智 (40), 朴利天 (114)                     |                      |
| 19 | 1971年10月2日  | 東大門運動場 韓國，漢城              | 1972年夏季奥运会预选赛             | 韩国     | 2–1              | 日本     | 朴秀德 (47), 鄭國風 (83)                           | 永井良和 (51)                                 |                      |
| 20 | 1972年7月26日  | 默迪卡體育場 马来西亚吉隆坡          | 默迪卡盃                           | 韩国     | 3–0              | 日本     | 朴秀德 (27, 64), 朴利天 (58)                       |                                               |                      |
| 21 | 1972年9月14日  | 國立霞丘陸上競技場 日本，東京        | 友谊赛                             | 日本     | 2–2              | 韩国     | 釜本邦茂 (18, 89)                                  | 朴利天 (48), 李次滿 (65)                      |                      |
| 22 | 1973年6月23日  | 東大門運動場 韓國，漢城              | 友谊赛                             | 韩国     | 2–0              | 日本     | 李次滿 (56), 金宰漢 (74)                           |                                               |                      |
| 23 | 1974年9月28日  | 國立霞丘陸上競技場 东京              | 友谊赛                             | 日本     | 4–1              | 韩国     | 釜本邦茂 (35, 53), 吉村大志郎 (39), 荒井公三 (89)  | 金宰漢 (65)                                   |                      |
| 24 | 1975年8月9日   | 默迪卡體育場 马来西亚吉隆坡          | 默迪卡盃                           | 韩国     | 3–1              | 日本     | 車範根 (4, 42, 47)                                 | 落合弘 (17)                                   |                      |
| 25 | 1975年9月8日   | 東大門運動場 韓國，漢城              | 友谊赛                             | 韩国     | 3–0              | 日本     | 曹東鉉 (3), 朴商寅 (20), 李榮武 (30)               |                                               |                      |
| 26 | 1976年3月21日  | 國立霞丘陸上競技場 日本，東京        | 1976年夏季奥运会预选赛             | 日本     | 0–2              | 韩国     |                                                    | 李榮武 (2), 朴商寅 (71)                       |                      |
| 27 | 1976年3月27日  | 東大門運動場 韓國，漢城              | 1976年夏季奥运会预选赛             | 韩国     | 2–2              | 日本     | 金鎭國 (3), 車範根 (77)                            | 釜本邦茂 (40, 88)                             |                      |
| 28 | 1976年8月18日  | 默迪卡體育場 马来西亚，吉隆坡        | 默迪卡盃                           | 韩国     | 0–0              | 日本     |                                                    |                                               |                      |
| 29 | 1976年12月4日  | 國立霞丘陸上競技場 日本，東京        | 友谊赛                             | 日本     | 1–2              | 韩国     | 永井良和 (33)                                      | 許丁茂 (72), 朴洙德 (76)                      |                      |
| 30 | 1977年3月26日  | 國立霞丘陸上競技場 日本，東京        | 1978年国际足联世界杯预选赛         | 日本     | 0–0              | 韩国     |                                                    |                                               |                      |
| 31 | 1977年4月3日   | 東大門運動場 韓國，漢城              | 1978年国际足联世界杯预选赛         | 韩国     | 1–0              | 日本     | 車範根 (83 (点球))                                 |                                               |                      |
| 32 | 1977年6月15日  | 東大門運動場 韓國，漢城              | 友谊赛                             | 韩国     | 2–1              | 日本     | 金鎭國 (21), 金成男 (25)                           | 金田喜稔 (55)                                 |                      |
| 33 | 1978年7月19日  | 默迪卡體育場 马来西亚，吉隆坡        | 默迪卡盃                           | 韩国     | 4–0              | 日本     | 趙廣來 (20), 車範根 (44), 朴成华 (75), 金鎬坤 (88) |                                               |                      |
| 34 | 1978年12月15日 | 朱拉隆功大學體育館 曼谷，泰国        | 1978年亚洲运动会                   | 韩国     | 3–1              | 日本     | 李榮武 (8), 朴成华 (28), 吳錫載 (68)               | 加藤久 (87)                                   |                      |
| 35 | 1979年3月4日   | 國立霞丘陸上競技場 日本，東京        | 友谊赛                             | 日本     | 2–1              | 韩国     | 碓井博行 (21), 中村一義 (25)                       | 吳宰碩 (87)                                   |                      |
| 36 | 1979年6月16日  | 東大門運動場 韓國，漢城              | 友谊赛                             | 韩国     | 4–1              | 日本     | 朴成华 (15, 25, 54), 申賢浩 (73)                   | 永井良和 (47)                                 |                      |
| 37 | 1980年3月22日  | 默迪卡體育場 马来西亚，吉隆坡        | 1980年夏季奥运会预选赛             | 韩国     | 3–1              | 日本     | 許丁茂 (34 (点球)), 趙廣來 (57, 79)                | 高原郁夫 (89)                                 |                      |
| 38 | 1981年3月8日   | 國立霞丘陸上競技場 日本，東京        | 友谊赛                             | 日本     | 0–1              | 韩国     |                                                    | 丁海遠 (39)                                   |                      |
| 39 | 1981年6月21日  | 釜山九德运动场 韓國，釜山            | 1981年总统杯                       | 韩国     | 2–0              | 日本     | 吳宰碩 (43), 李泰燁 (77)                           |                                               |                      |
| 40 | 1982年3月21日  | 東大門運動場 韓國，漢城              | 友谊赛                             | 韩国     | 3–0              | 日本     | 姜信寓 (2), 崔淳鎬 (38), 李康助 (52)               |                                               |                      |
| 41 | 1982年11月25日 | 遮打爾體育場 印度，新德里            | 1982年亚洲运动会                   | 日本     | 2-1              | 韩国     | 木村和司 (58), 金田喜稔 (79)                       | 姜信寓 (21)                                   |                      |
| 42 | 1983年3月6日   | 國立霞丘陸上競技場 日本，東京        | 友谊赛                             | 日本     | 1–1              | 韩国     | 田中孝司 (6)                                       | 金慶皓 (90)                                   |                      |
| 43 | 1984年9月30日  | 首爾奧林匹克主競技場 韓國，漢城      | 友谊赛                             | 韩国     | 1–2              | 日本     | 李京南 (42)                                        | 木村和司 (36), 水沼貴史 (50)                  |                      |
| 44 | 1985年10月2日  | 國立霞丘陸上競技場 日本，東京        | 1986年國際足協世界盃外圍賽         | 日本     | 1–2              | 韩国     | 木村和司 (43)                                      | 鄭龍煥 (30), 李泰昊 (42)                      |                      |
| 45 | 1985年11月3日  | 首爾奧林匹克主競技場 韓國，漢城      | 1986年國際足協世界盃外圍賽         | 韩国     | 1–0              | 日本     | 許丁茂 (61)                                        |                                               |                      |
| 46 | 1988年10月26日 | 國立霞丘陸上競技場 日本，東京        | 友谊赛                             | 日本     | 0–1              | 韩国     |                                                    | 崔淳鎬 (43)                                   |                      |
| 47 | 1988年12月6日  | 卡達競技體育場 卡塔尔，多哈          | 1988年亞洲盃                       | 韩国     | 2–0              | 日本     | 黄善洪 (13), 金鑄城 (35)                           |                                               |                      |
| 48 | 1989年5月5日   | 東大門運動場 韓國，漢城              | 友谊赛                             | 韩国     | 1–0              | 日本     | 李泰昊 (63)                                        |                                               |                      |
| 49 | 1990年7月27日  | 工人体育场 中国，北京                | 1990年皇朝盃                       | 韩国     | 2–0              | 日本     | 黄善洪 (34), 金鑄城 (66)                           |                                               |                      |
| 50 | 1991年7月27日  | 长崎市体育场 日本，长崎市            | 友谊赛                             | 日本     | 0–1              | 韩国     |                                                    | 河錫舟 (62)                                   |                      |
| 51 | 1992年8月22日  | 工人体育场 中国，北京                | 1992年皇朝盃                       | 韩国     | 0–0              | 日本     |                                                    |                                               |                      |
| 52 | 1992年8月29日  | 工人体育场 中国，北京                | 1992年皇朝盃                       | 日本     | 2–2 (点球 4–2)   | 韩国     | 中山雅史 (82), 高木琢也 (96)                       | 鄭在權 (32), 金鎮赫 (97)                      |                      |
| 53 | 1993年10月25日 | 哈里發國際體育場 卡塔爾，多哈        | 1994年國際足協世界盃亞洲區外圍賽   | 日本     | 1–0              | 韩国     | 三浦知良 (60)                                      |                                               |                      |
| 54 | 1994年10月11日 | 廣島體育場 日本，廣島市              | 1994年亞洲運動會足球比賽           | 日本     | 2–3              | 韩国     | 三浦知良 (30), 井原正巳 (86)                       | 柳想鐵 (51), 黃善洪 (77, 89 十二碼)           |                      |
| 55 | 1995年2月21日  | 香港大球場 香港                      | 1995年皇朝盃                       | 韩国     | 1–1              | 日本     | 李友永 (67)                                        | 黑崎久志 (47)                                 |                      |
| 56 | 1995年2月26日  | 香港大球場 香港                      | 1995年皇朝盃                       | 日本     | 2–2 (十二碼 5–3) | 韩国     | 福田正博 (2), 山口素弘 (87)                        | 李基珩 (26, 90+2)                             |                      |
| 57 | 1997年5月21日  | 國立霞丘陸上競技場 日本，東京        | 友誼賽                             | 日本     | 1–1              | 韩国     | 三浦知良 (88 (點球))                               | 柳想鐵 (56)                                   |                      |
| 58 | 1997年9月28日  | 國立霞丘陸上競技場 日本，東京        | 1998年國際足協世界盃亞洲區外圍賽   | 日本     | 1–2              | 韩国     | 山口素弘 (65)                                      | 徐正源 (83), 李敏成 (86)                      |                      |
| 59 | 1997年11月1日  | 首爾奧林匹克體育場 韓國，漢城        | 1998年國際足協世界盃亞洲區外圍賽   | 韩国     | 0–2              | 日本     |                                                    | 名波浩 (1), 呂比須 (37)                       |                      |
| 60 | 1998年3月1日   | 橫濱國際綜合競技場 日本，橫濱        | 1998年皇朝盃                       | 日本     | 2–1              | 韩国     | 中山雅史 (17), 城彰二 (88)                         | 李尚允 (21)                                   |                      |
| 61 | 1998年4月1日   | 首爾奧林匹克體育場 韓國，漢城        | 友誼賽                             | 韩国     | 2–1              | 日本     | 李尚允 (40), 黃善洪 (72)                           | 中山雅史 (61)                                 |                      |
| 62 | 1998年12月7日  | 拉加曼加拉體育場 泰國，曼谷          | 1998年亞洲運動會                   | 日本     | 0–2              | 韩国     |                                                    | 崔龍洙 (31 十二碼), 46)                       |                      |
| 63 | 2000年4月26日  | 首爾奧林匹克體育場 韓國，漢城        | 友誼賽                             | 韩国     | 1–0              | 日本     | 河錫柱 (78)                                        |                                               | [ 6 ]                |
| 64 | 2000年12月20日 | 國立霞丘陸上競技場 日本，東京        | 2000年麒麟盃挑戰盃                 | 日本     | 1–1              | 韩国     | 服部年宏 (56)                                      | 安貞焕 (14)                                   | [ 7 ]                |
| 65 | 2003年4月16日  | 首尔世界杯体育场 韓國，漢城          | 友谊赛                             | 韩国     | 0–1              | 日本     |                                                    | 永井雄一郎 (90+2)                             |                      |
| 66 | 2003年5月31日  | 國立霞丘陸上競技場 日本，東京        | 友谊赛                             | 日本     | 0–1              | 韩国     |                                                    | 安貞焕 (86)                                   |                      |
| 67 | 2003年12月10日 | 日產體育場 日本，横滨                | 2003年东亚足球锦标赛               | 日本     | 0–0              | 韩国     |                                                    |                                               |                      |
| 68 | 2005年8月7日   | 大邱世界杯体育场 韓國，大邱          | 2005年东亚足球锦标赛               | 韩国     | 0–1              | 日本     |                                                    | 中澤佑二 (86)                                 |                      |
| 69 | 2007年7月28日  | 格羅拉·斯里維加亞體育場 印尼，巴厘島 | 2007年亚洲杯                       | 韩国     | 0–0 (十二碼 6–5) | 日本     |                                                    |                                               |                      |
| 70 | 2008年2月23日  | 奧林匹克體育中心 中國，重慶          | 2008年东亚足球锦标赛               | 日本     | 1–1              | 韩国     | 山瀨功治 (68)                                      | 廉基勳 (14)                                   |                      |
| 71 | 2010年2月14日  | 國立霞丘陸上競技場 日本，東京        | 2010年東亞足球錦標賽               | 日本     | 1–3              | 韓國     | 遠藤保仁 (23 (罚点球))                             | 李同国 (33 十二碼), 李昇烈 (39), 金在成 (70)  |                      |
| 72 | 2010年5月24日  | 埼玉2002體育場 日本，埼玉            | 2011年麒麟盃挑戰盃                 | 日本     | 0–2              | 韩国     |                                                    | 朴智星 (6), 朴主永 (90+1 十二碼))             | [ 8 ] [ 9 ]          |
| 73 | 2010年10月12日 | 首爾世界盃競技場 韓國，首爾          | 友誼賽                             | 韩国     | 0–0              | 日本     |                                                    |                                               |                      |
| 74 | 2011年1月25日  | 薩尼·本·賈西姆體育場 卡塔爾，多哈    | 2011年亞足聯亞洲盃                 | 日本     | 2–2 (十二碼3–0)  | 韩国     | 前田遼一 (36), 細貝萌 (97 十二碼)                  | 奇誠庸 (23 十二碼), 黃載元 (120)              | [ 10 ] [ 11 ] [ 12 ] |
| 75 | 2011年8月10日  | 札幌巨蛋 日本，札幌                  | 2011年麒麟盃挑戰盃                 | 日本     | 3–0              | 韩国     | 香川真司 (35, 55), 本田圭佑 (53)                   |                                               | [ 13 ] [ 14 ]        |
| 76 | 2013年7月28日  | 首尔奥林匹克体育场 韓國，首尔        | 2013年东亚杯                       | 韩国     | 1–2              | 日本     | 尹日錄 (33)                                        | 柿谷曜一朗 (24, 90+1)                         |                      |
| 77 | 2015年8月5日   | 武汉体育中心体育场 中國，武汉        | 2015年东亚杯                       | 日本     | 1–1              | 韩国     | 山口螢 (39)                                        | 张贤秀 (26 (点球))                            |                      |
| 78 | 2017年12月16日 | 味之素体育场 日本，東京              | 2017年东亚足球锦标赛               | 日本     | 1–4              | 韩国     | 小林裕介 (3 (点球))                                | 金信煜 (13, 35), 鄭又榮 (23), 廉基勋 (69)     |                      |
| 79 | 2019年12月18日 | 釜山亞運會主體育場 韓國，釜山        | 2019年东亚足球锦标赛               | 韩国     | 1–0              | 日本     | 黃仁範 (28)                                        |                                               | [ 15 ] [ 16 ]        |
| 80 | 2021年3月25日  | 日產體育場 日本，橫濱                | 友誼賽                             | 日本     | 3–0              | 韓國     | 山根視來 (16), 鎌田大地 (27), 遠藤航 (83)          |                                               | [ 17 ] [ 18 ] [ 19 ] |
| 81 | 2022年7月27日  | 豐田體育場 丰田市                    | 2022年東亞足球錦標賽               | 日本     | 3–0              | 韓國     | 相馬勇紀 (49), 佐佐木翔 (64), 町野修斗 (72)        |                                               | [ 20 ] [ 21 ] [ 22 ] |